# Tableau des médailles des Jeux olympiques de la jeunesse d'hiver de 2024
Le tableau des médailles des Jeux olympiques de la jeunesse d'hiver de 2024 est le classement des comités nationaux olympiques (CNO) par le nombre de médailles d'or remportés par leurs athlètes durant les Jeux olympiques de la jeunesse d'hiver de 2024, qui ont lieu à Gangwon en Corée du Sud, du 19 janvier au 2 février 2024.
On comptabilise 81 épreuves dans 7 sports.

## Médailles
Un concours est lancé en février 2023  pour inventer le motif qui sera gravé sur les différentes médailles.
Le gagnant est sélectionné à la fin du mois de mars 2023 et c'est le projet " A Sparkling Future(Un avenir prometteur), conçue par le Brésilien Dante Akira Uwai agé de 27 ans, qui est retenue sur quelque 3 000 propositions.
Le motif est une interprétation géométrique du slogan de Gangwon 2024 "Grandir ensemble, briller pour toujours" avec des lignes verticales parsemé de découpes et de textures d’une grande diversité. En parallèle, le revers de la médaille sera conçu par le comité d'organisation des jeux olympiques de la jeunesse 2024 et reflétera des éléments de la culture coréenne ainsi que l'emblème des jeux olympiques de la jeunesse.

## Faits notables
Au final, cinq pays ont remporté leur toute première médaille aux Jeux olympiques de la jeunesse d'hiver : le Brésil, le Danemark, la Thaïlande, la Tunisie et la Turquie.
Le 20 janvier, le snowboarder Zion Bethônico remporte la médaille de bronze dans l'épreuve de snowboard cross masculin, devenant ainsi le premier athlète brésilien à remporter une médaille aux Jeux olympiques d'hiver.
Le 21 janvier, le patineur de vitesse sur courte piste Muhammed Bozdağ remporte la médaille d'argent au 1000 mètres masculin, devenant ainsi le premier athlète turc à remporter une médaille olympique d'hiver en dehors des compétitions mixtes des CNO.

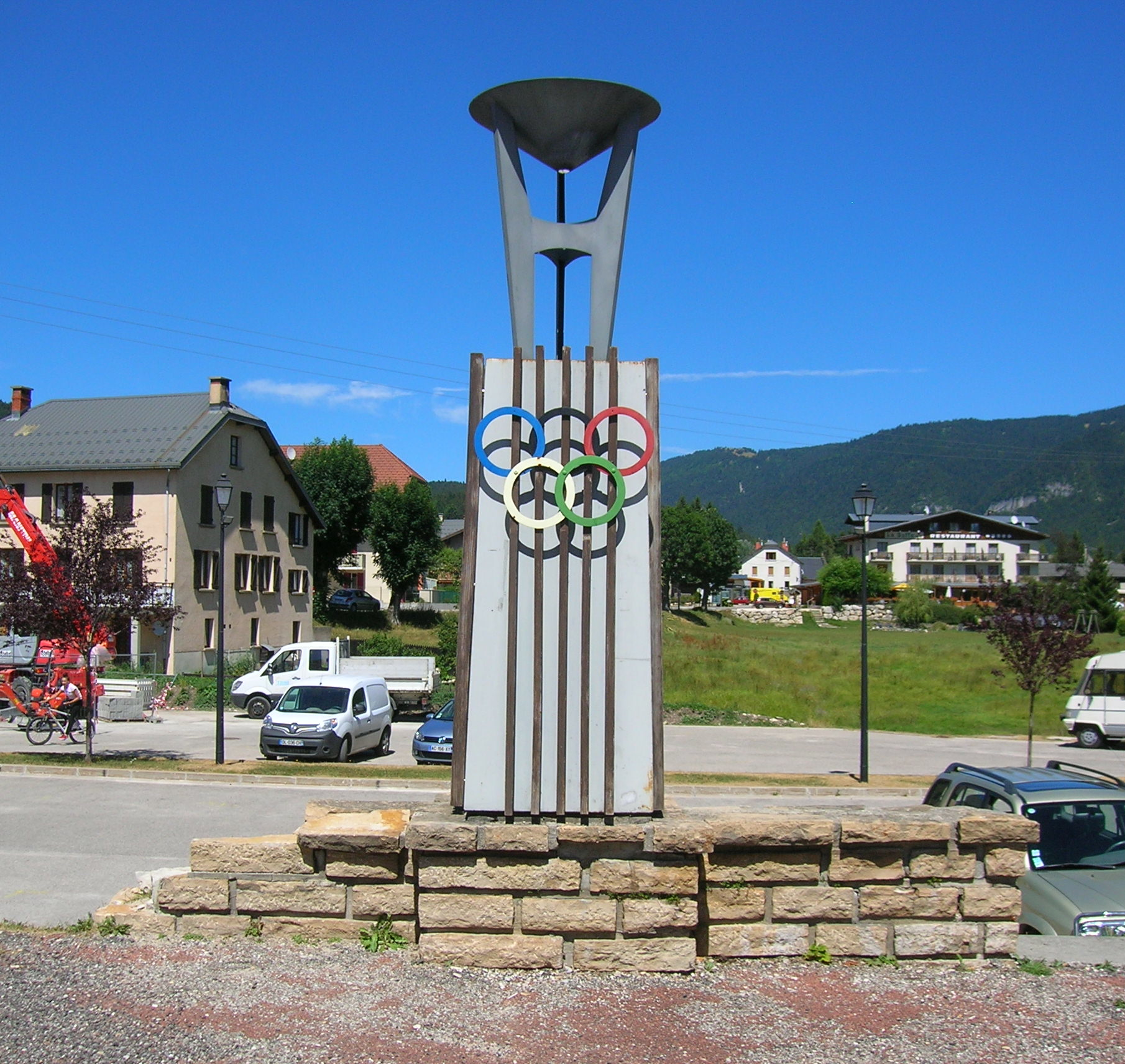
voici une image d'un monument des jeux olympique

Le 22 janvier, la bobeuse Agnese Campeol remporte la médaille d'argent en mono bob féminin, devenant ainsi la première athlète thaïlandaise et asiatique du Sud-Est à remporter une médaille olympique d'hiver. Dans la même épreuve, la bobeuse Maja Voigt a remporté la médaille d'or, la première médaille du Danemark aux Jeux olympiques de la jeunesse d'hiver en dehors des compétitions mixtes des CNO.
Le 23 janvier, le bobeur Jonathan Lourimi remporte la médaille d'argent en monobob masculin, devenant ainsi le premier athlète tunisien à remporter une médaille aux Jeux olympiques de la jeunesse d'hiver. Il ne s'agisit que de la deuxième médaille remportée par une nation nord-africaine aux Jeux olympiques de la jeunesse d'hiver, après l'or historique du Maroc en 2012.

## Tableau de médailles
Le tableau du classement des médailles par pays se fonde sur les informations fournies par le Comité international olympique (CIO) et est en concordance avec la convention du Comité international olympique relative aux classements des médailles. Par défaut, c’est le classement suivant le nombre de médailles d'or remportées par pays (à savoir une entité nationale représentée par un Comité national olympique) qui prévaut. À nombre égal de médailles d'or, c'est le nombre de médailles d'argent qui est pris en considération. À nombre égal de médailles d'argent, c'est le nombre de médailles de bronze qui départage deux nations. En cas d’égalité toutes médailles confondues, les nations occupent le même rang dans le classement et sont listées par ordre alphabétique.
- Pays organisateur (Corée du Sud)

Classement final
| Rang  | Nation           | Or | Argent | Bronze | Total |
| ----- | ---------------- | -- | ------ | ------ | ----- |
| 1     | Italie           | 11 | 3      | 4      | 18    |
| 2     | Allemagne        | 9  | 5      | 6      | 20    |
| 3     | Corée du Sud     | 7  | 6      | 4      | 17    |
| 4     | France           | 7  | 5      | 6      | 18    |
| 5     | Chine            | 6  | 9      | 3      | 18    |
| 6     | États-Unis       | 5  | 11     | 5      | 21    |
| 7     | Autriche         | 5  | 6      | 5      | 16    |
| 8     | Suède            | 4  | 4      | 3      | 11    |
| 9     | Grande-Bretagne  | 4  | 1      | 1      | 6     |
| 10    | Japon            | 3  | 4      | 8      | 15    |
| 11    | Canada           | 3  | 2      | 1      | 6     |
| 12    | Pays-Bas         | 3  | 1      | 1      | 5     |
| 13    | Finlande         | 3  | 0      | 4      | 7     |
| 14    | Lettonie         | 2  | 3      | 1      | 6     |
| 14    | Slovénie         | 2  | 3      | 1      | 6     |
| 16    | Danemark         | 1  | 3      | 0      | 4     |
| 17    | Nouvelle-Zélande | 1  | 2      | 4      | 7     |
| 18    | Suisse           | 1  | 1      | 7      | 9     |
| 19    | Tchéquie         | 1  | 1      | 2      | 4     |
| 20    | Kazakhstan       | 1  | 0      | 2      | 3     |
| 20    | Pologne          | 1  | 0      | 2      | 3     |
| 22    | Hongrie          | 1  | 0      | 1      | 2     |
| 23    | Norvège          | 0  | 4      | 3      | 7     |
| 24    | Australie        | 0  | 2      | 1      | 3     |
| 25    | Slovaquie        | 0  | 1      | 2      | 3     |
| 26    | Ukraine          | 0  | 1      | 1      | 2     |
| 27    | Thaïlande        | 0  | 1      | 0      | 1     |
| 27    | Tunisie          | 0  | 1      | 0      | 1     |
| 27    | Turquie          | 0  | 1      | 0      | 1     |
| 30    | Brésil           | 0  | 0      | 1      | 1     |
| 30    | Espagne          | 0  | 0      | 1      | 1     |
| 30    | Roumanie         | 0  | 0      | 1      | 1     |
| Total | Total            | 81 | 81     | 81     | 243   |